# Moyenne de Gini

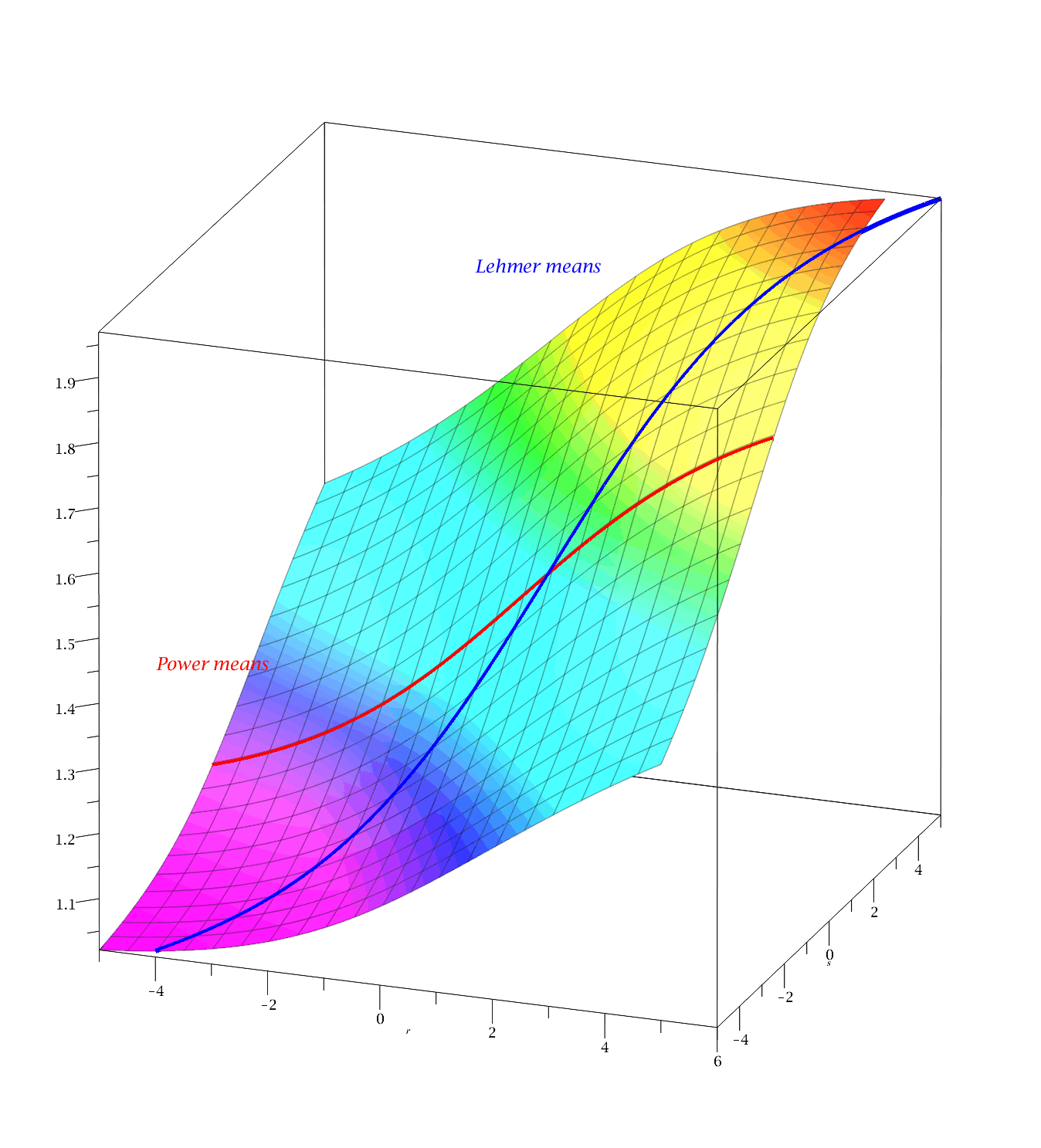
Tracé des moyennes de Gini, de Lehmer et d'ordre p de 1 et 2.

En mathématiques, la moyenne de Gini est une généralisation de plusieurs familles de moyennes. Elle a été introduite par le mathématicien italien Corrado Gini en 1938  .

## Définition
Étant donnés deux paramètres réels r et s, la moyenne de Gini d'ordre r,s d'une famille de nombres réels strictement positifs x1,...,xn est définie par :
{\displaystyle G_{r,s}(x_{1},...x_{n})=\left({\frac {\sum _{i=1}^{n}x_{i}^{r}}{\sum _{i=1}^{n}x_{i}^{s}}}\right)^{\frac {1}{r-s}}\ \mathrm {si} \ r\neq s,\qquad G_{r,r}(x_{1},...x_{n})=\prod _{i=1}^{n}\exp \left({\frac {x_{i}^{r}\ln x_{i}}{\sum _{i=1}^{n}x_{i}^{r}}}\right)=\prod _{i=1}^{n}x_{i}^{\frac {x_{i}^{r}}{\sum _{i=1}^{n}x_{i}^{r}}}}.
En particulier, pour deux réels strictement positifs a,b :
{\displaystyle G_{r,s}(a,b)=\left({\frac {a^{r}+b^{r}}{a^{s}+b^{s}}}\right)^{\frac {1}{r-s}}\ \mathrm {si} \ r\neq s}
{\displaystyle G_{r,r}(a,b)=\left(a^{a^{r}}b^{b^{r}}\right)^{\frac {1}{a^{r}+b^{r}}}.}
Par convention, on désigne la moyenne de Gini d'ordre (1,1) comme la moyenne de Gini :
{\displaystyle G(a,b):=G_{1,1}(a,b)=\left(a^{a}b^{b}\right)^{\frac {1}{a+b}}.}
La littérature donne parfois la définition 
{\displaystyle G_{r,s}(x_{1},...x_{n})=\left({\frac {\sum _{i=1}^{n}x_{i}^{r+s}}{\sum _{i=1}^{n}x_{i}^{s}}}\right)^{\frac {1}{r}}}.

## Propriétés
Les moyennes de Gini respectent les conditions de majoration et minoration des moyennes :
{\displaystyle \forall r,s,\ \min(x_{1},...,x_{n})\leqslant G_{r,s}(x_{1},...x_{n})\leqslant \max(x_{1},...x_{n})}
Cependant, elles ne sont pas monotones (augmenter une valeur xi ne va pas nécessairement faire varier la moyenne de Gini de l'ensemble).
On peut comparer les moyennes de Gini entre elles sous certaines conditions
{\displaystyle G_{r,s}(a,b)\leqslant G_{t,u}(a,b)\ \Longleftrightarrow \ r+s\leqslant t+u\ \mathrm {et} \ {\begin{cases}\min(r,s)\leqslant \min(t,u)&\mathrm {si} \ 0\leqslant \min(r,s,t,u),\\{\frac {|r|-|s|}{r-s}}\leqslant {\frac {|t|-|u|}{t-u}}&\mathrm {si} \ \min(r,s,t,u)<0<\max(r,s,t,u),\\\max(r,s)\leqslant \max(t,u)&\mathrm {si} \ 0\geqslant \max(r,s,t,u),\end{cases}}}

## Cas particuliers
- Pour s = 0, les moyennes Gr,0 sont les moyennes d'ordre r Hr[4]: 
  - le cas G1,0 est la moyenne arithmétique
  - le cas G0,0 est la moyenne géométrique
  - le cas G2,0 est la moyenne quadratique
  - le cas G0,-1 est la moyenne harmonique
- Pour r = s + 1, les moyennes Gs+1,s sont les moyennes de Lehmer Ls+1.